# Газел-Ран (Міннесота)
Газел-Ран (англ. Hazel Run) — місто (англ. city) в США, в окрузі Єллоу-Медісін штату Міннесота. Населення — 55 осіб (2020).

## Географія
Газел-Ран розташований за координатами 44°44′54″ пн. ш. 95°43′0″ зх. д. / 44.74833° пн. ш. 95.71667° зх. д. (44.748453, -95.716560).  За даними Бюро перепису населення США в 2010 році місто мало площу 1,95 км², уся площа — суходіл.

## Демографія
Згідно з переписом 2010 року, у місті мешкали 63 особи в 27 домогосподарствах у складі 21 родини. Густота населення становила 32 особи/км².  Було 29 помешкань (15/км²).
Расовий склад населення:
| - 92,1 % — білих - 1,6 % — корінних американців - 1,6 % — осіб інших рас |

До двох чи більше рас належало 4,8 %. Частка іспаномовних становила 3,2 % від усіх жителів.
За віковим діапазоном населення розподілялося таким чином: 20,6 % — особи молодші 18 років, 60,4 % — особи у віці 18—64 років, 19,0 % — особи у віці 65 років та старші. Медіана віку мешканця становила 41,5 року. На 100 осіб жіночої статі у місті припадало 125,0 чоловіків;  на 100 жінок у віці від 18 років та старших — 117,4 чоловіків також старших 18 років.
Середній дохід на одне домашнє господарство  становив 29 813 долари США (медіана — 24 063), а середній дохід на одну сім'ю — 36 888 доларів (медіана — 33 750). Медіана доходів становила 36 250 доларів для чоловіків та 28 125 доларів для жінок. 
Цивільне працевлаштоване населення становило 7 осіб. Основні галузі зайнятості: освіта, охорона здоров'я та соціальна допомога — 28,6 %, транспорт — 14,3 %, виробництво — 14,3 %.